# لونا مايا
لونا مايا (بالإندونيسية: Luna Maya)‏ هي عارضة وممثلة إندونيسية، ولدت في 26 أغسطس 1983 بدنباسار في إندونيسيا.

## وصلات خارجية
- لونا مايا على موقع IMDb (الإنجليزية)
- لونا مايا على موقع ميوزك برينز (الإنجليزية)
- لونا مايا على موقع قاعدة بيانات الفيلم (الإنجليزية)